# Schwein gehabt (1988)
Schwein gehabt ist ein Spielfilm der DEFA von Karl-Heinz Heymann aus dem Jahr 1988 nach der Erzählung Das Schulschwein von Walter Püschel aus dem Jahr 1981.

## Handlung
Hadubrant Schulz kommt im Winter 1945/46 nach erfolgreich absolviertem Neulehrerschnellkursus in sein Heimatdorf zurück, um hier zu erleben, dass sein ehemaliger Bürgermeister gerade von den Russen verhaftet wird. Er hatte das geforderte Ablieferungssoll an Schweinen, mit seiner Gemeinde nicht erfüllen können. Nun kommt der Lehrer aber selbst zu einem Wildschwein. Einem nämlich, das die 14-jährige aufgeweckte und etwas frühreife Göre Olly, Tochter seiner Wirtin Gertrud, mittels einer selbstgebastelten Falle eingefangen hat und das er, zwar widerstrebend, aber doch willig, in dunkler Waldesnacht abzustechen behilflich war.
Streng verboten so etwas, und wie klammheimlich auch betrieben, so wird diese Fleischbeschaffungsaktion im Dorf doch ruchbar. Olly und ihre Mutter wollen natürlich das Schwein zur Selbstversorgung, während Hadubrant es für die Schulspeisung nutzen will. Als erster erfährt der Pfarrer davon, der das Schwein gegen Kohle eintauschen will, um seine Kirche zu heizen. Der neue Bürgermeister möchte natürlich das Ablieferungssoll für Schweine erfüllen und dazu fehlt ihm nur noch ein halbes. Aber auch der Ortspolizist ist, mit seinem Hund Tschapajew, dem Schwein schon dicht auf der Spur und diesem geht es um die Einhaltung der Gesetze. Alle sind also hinter der toten Wildsau her, die mal da und dort versteckt wird und ganz und gar verschwindet und wieder auftaucht, und das aus den verschiedensten Motiven. Außerdem gibt es ein bisschen Liebe, die sich Hadubrant bei Ollys Mutter Gertrud und bei Anne-Grete, der Tochter des Eiche-Bauern holte.
Aber auch das hat es eben damals auch gegeben: Hofkontrollen wegen Schwarzschlachtungsverdacht und Leute aus der Stadt, die ihren Teppich gegen etwas Essbares eintauschen wollten und deshalb als Hamsterer und Schieber galten, deren mitgebrachter Teppich aber gut in das Zimmer des Bürgermeisters passte. Bei den Hofkontrollen kam heraus, dass der Eiche-Bauer zwei seiner Schweine versteckte. Man brachte ihn nun dazu, dass diese für ein neues Versorgungsmodell zur Verfügung stehen sollten. Sie wurden nicht gemeldet, sondern dienten der Versorgung des Dorfes, sowie der Vervollständigung des Ablieferungsolls. Auch für die Schulspeisung war nun Fleisch vorhanden, was Hadubrant eine Beförderung in die Kreisstadt einbrachte. Mit dem gleichen Zug fuhren Olly und ihre Mutter, die die nie wieder aufgetauchte Wildsau heimlich verarbeitet hatten und somit die Basis für ein besseres Leben schafften.

## Produktion
Schwein gehabt wurde von der Künstlerischen Arbeitsgruppe „Berlin“ auf ORWO-Color gedreht und hatte am 11. Februar 1988 im Berliner Kino Colosseum Premiere.

## Kritik
Helmut Ullrich schreibt in der Neuen Zeit: „Denn es reicht bei diesem Film weder zu Komödie noch Satire. Stattdessen Bauernschwank und Dorfposse mit manchmal auch recht billiger Situationskomik, untermischt mit düsteren Traumsequenzen, durch die vom Schweren jener Zeit doch etwas eingebracht werden soll, gewissermaßen durch die Hintertür. Das wälzt sich uneinheitlich und zumeist auch schwerfällig betulich dahin, bietet kaum was zum Lachen.“ Für Margit Voss von der Berliner Zeitung ist der Film im Ganzen nur eine ärgerliche Schweinehatz. Birgit Galle meint im Neuen Deutschland, dass der Film zwischen Diebeskomödie und Persiflage schwankt, zwischen Klamotte und Märchen aus fernen Zeiten. Nur ab und an blitzen im Film, beim Blick zurück, Gelassenheit und heitere Weisheit auf. Das Lexikon des internationalen Films schrieb, dass es sich hier um ein nur stellenweise amüsantes Lustspiel handelt, dessen langatmig-umständliche Erzählweise den Unterhaltungswert beträchtlich schmälert.